# Шандан (Чанчжи)
Шанда́н (кит. упр. 上党, пиньинь Shàngdǎng) — район городского подчинения городского округа Чанчжи провинции Шаньси (КНР).

## История
При империи Западная Хань в этих местах был создан уезд Хугуань (壶关县). При империи Восточная Цзинь он был расформирован, но при империи Северная Вэй в 489 году создан вновь. При империи Суй в 596 году из него был выделен уезд Шандан (上党县); при империи Суй в 607 году уезд Хугуань был присоединён к уезду Шандан, но при империи Тан в 621 году выделен вновь.
При империи Мин в 1369 году уезд Шандан был расформирован, а в 1529 году в этих местах был создан уезд Чанчжи (长治县).
В 1949 году был образован Специальный район Чанчжи (长治专区), и уезд вошёл в его состав. В 1954 году уезды Чанчжи и Лучэн были объединены в уезд Луань (潞安县), правление которого разместилось в городе Чанчжи.
В 1958 году Специальный район Чанчжи был переименован в Специальный район Цзиньдуннань (晋东南专区); уезд Луань при этом был расформирован, одна часть его территорий перешла под юрисдикцию города Чанчжи, другая вошла в состав уезда Личэн. В 1962 году уезд Чанчжи был воссоздан, его правление по-прежнему размещалось в городе Чанчжи.
В 1970 году Специальный район Цзиньдуннань был переименован в Округ Цзиньдуннань (晋东南地区). В 1973 году правление уезда переехало из города Чанчжи в посёлок Ханьдянь.
В 1985 году постановлением Госсовета КНР были расформированы город Чанчжи и округ Цзиньдуннань, а на их территории образованы городские округа Чанчжи и Цзиньчэн; уезд вошёл в состав городского округа Чанчжи.
19 июня 2018 года в соответствии с постановлением Госсовета КНР уезд Чанчжи был преобразован в район городского подчинения Шандан.

## Административное деление
Район делится на 6 посёлков и 5 волостей.